# Manuel Castro y Castro
Manuel Castro y Castro (Caldas de Reyes, Pontevedra, 1918 - Santiago de Compostela, 13 de octubre de 2002) fue un sacerdote franciscano e historiador español especializado en Historia de la Iglesia Católica.

## Biografía
Manuel Castro ingresó en 1934 en la Provincia franciscana de Santiago de Compostela, y, cursados los estudios eclesiásticos en los centros de su Provincia, fue ordenado de sacerdote en 1943. Destinado a la carrera universitaria, siguió los estudios de Biblioteconomía en el Instituto Internacional de la Casa de América de Madrid y la carrera de Filosofía y Letras, Sección de Historia, en la Universidad Complutense de Madrid, en la que consiguió el grado de Doctor en 1953 con su tesis sobre Fray Juan Gil de Zamora, editada por la misma Universidad en 1955.
Desde 1951 estuvo enseñando Historia Eclesiástica y otras materias en Santiago de Compostela, donde ejerció también el oficio de Bibliotecario Provincial. En 1958 fue destinado al Colegio Cardenal Cisneros de Madrid, como redactor de la revista histórica Archivo Ibero-Americano, y a partir de entonces y hasta 1998, fecha de su jubilación, estuvo allí consagrado con dedicación plena a la investigación histórica, con preferencia a los temas eclesiásticos y franciscanos.

## Obras
De Castro publicó gran cantidad de estudios monográficos, libros, artículos, reseñas bibliográficas, etc.
Realizó viajes de estudio e investigación en varias bibliotecas y archivos de Europa. Dio numerosas conferencias. Fue elegido miembro de distintas corporaciones científicas. Participó en muchos congresos españoles e internacionales. Colaboró intensamente en repertorios científicos, diccionarios y enciclopedias. Además de ser redactor permanente de Archivo Ibero Americano, escribió para otras revistas como Verdad y Vida, Boletín de la Real Academia de la Historia, Salmanticensis, Compostellanum, Estudios Mindonienses, Archivum Franciscanum Historicum, etc.
Publicó una quincena de libros y multitud de estudios monográficos y artículos de divulgación. José García Oro hace un elenco de todos ellos en Archivo Ibero-Americano 63 (2003) 355-384. He aquí los títulos de algunos de los libros: 
- Manuscritos franciscanos de la Biblioteca Nacional de Madrid, Valencia 1973, 844 pp.;
- Bibliografía de las bibliografías franciscanas españolas e hispanoamericanas, Madrid 1982, 243 pp.;
- La Provincia franciscana de Santiago, Santiago de Compostela 1984, 389 pp.;
- Bibliografía hispanofranciscana, Santiago de Compostela 1994, 895 pp.;
- Escritores de la Provincia franciscana de Santiago, Santiago de Compostela 1996, 612 pp.